# كونور ويلكينسون
كونور ويلكينسون (بالإنجليزية: Conor Wilkinson) (23 يناير 1995 في المملكة المتحدة - ) هو لاعب كرة قدم أيرلندي في مركز الهجوم. شارك مع منتخب جمهورية أيرلندا تحت 17 سنة لكرة القدم ومنتخب جمهورية أيرلندا تحت 20 سنة لكرة القدم ومنتخب جمهورية أيرلندا تحت 21 سنة لكرة القدم. أما مع النوادي، فقد لعب مع أولدهام أثلتيك وبولتون واندررز ونادي بارنسلي ونادي بورتسموث ونادي توركي يونايتد ونيوبورت كونتي وChester F.C. ‏.

## وصلات خارجية
- كونور ويلكينسون على موقع الاتحاد الأوربي (الإنجليزية)
- كونور ويلكينسون على موقع قاعدة بيانات كرة القدم.إي يو (الإنجليزية)
- كونور ويلكينسون على موقع Soccerbase.com (لاعب) (الإنجليزية)